# Joseph Dréher
Joseph Dréher (Marigny-l'Église, 15 maggio 1884 – Chantenay-sur-Loire, 28 settembre 1941) è stato un mezzofondista francese.
Prese parte ai Giochi olimpici di Londra 1908 nelle gare dei 1500 metri piani (non riuscendo a qualificarsi per la finale) e nei 3 miglia a squadre; in quest'ultima gara corse con i connazionali Jean Bouin, Louis Bonniot de Fleurac, Paul Lizandier, Alexandre Fayollat vincendo la medaglia di bronzo.

## Palmarès
| Anno | Manifestazione            | Sede   | Evento             | Risultato     | Prestazione | Note  |
| ---- | ------------------------- | ------ | ------------------ | ------------- | ----------- | ----- |
| 1908 | Giochi della IV Olimpiade | Londra | 1500 metri         | elim. qualif. | n/d         |       |
| 1908 | Giochi della IV Olimpiade | Londra | 3 miglia a squadre | Bronzo        | 32 p.       | [ 1 ] |